# Pyronema
Pyronema es un género de hongos de la familia Pyronemataceae. Fue circunscrito por el naturalista alemán Carl Gustav Carus en 1835.